# Schabo

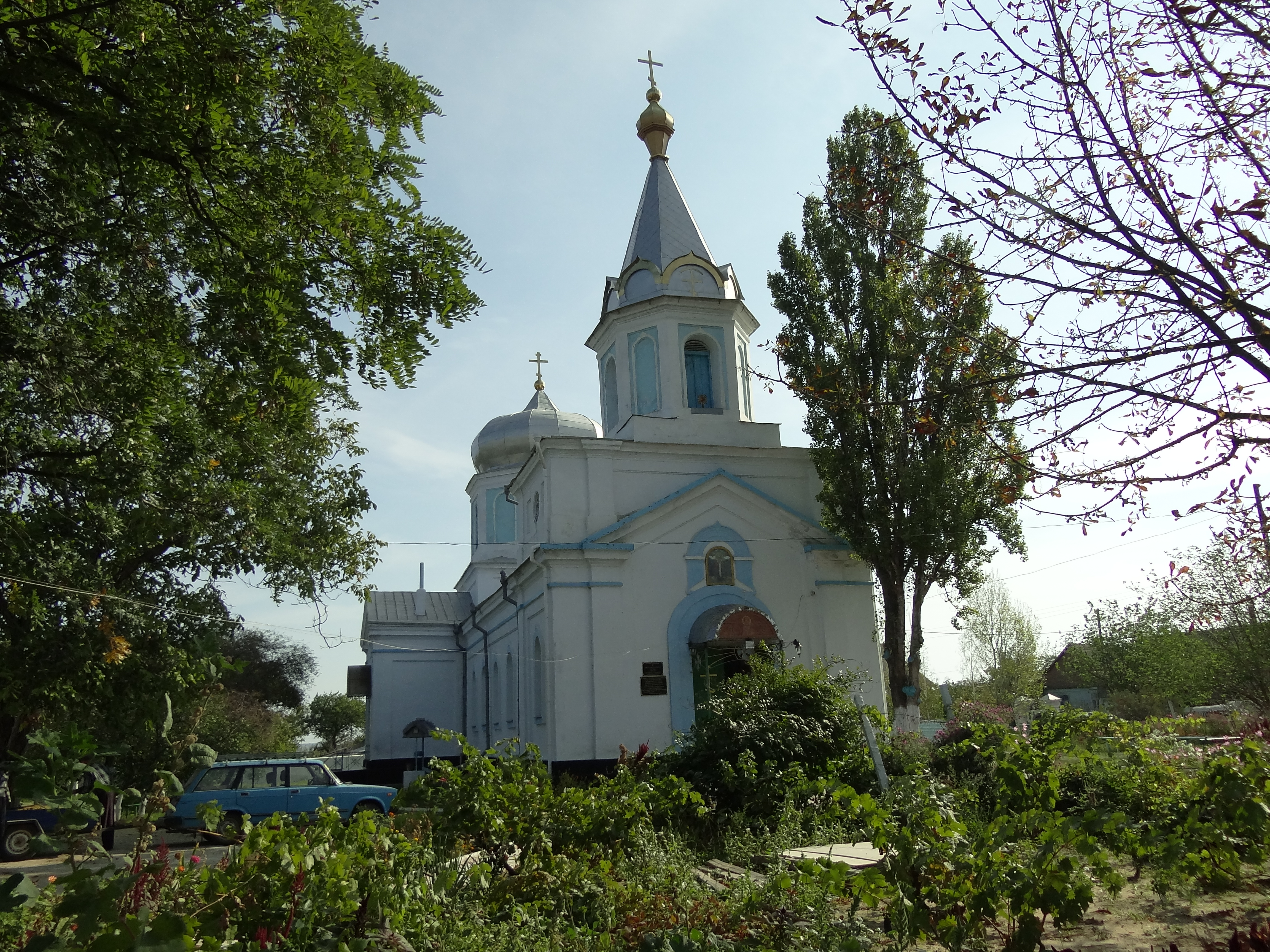
Kirche im Ort

Schabo (ukrainisch und russisch Шабо, rumänisch Șaba-Târg) ist ein Dorf südlich von Bilhorod-Dnistrowskyj in der Oblast Odessa im Südwesten der Ukraine.

## Geschichte
Der Name der Siedlung geht auf die türkische Bezeichnung Ascha Abag (wörtl. „untere Gärten“, das heißt unterhalb der Festung Akkerman liegende Weinbau-Gebiete) zurück, wobei die Zusammenziehung Schabag später von den französisch-schweizerischen Siedlern zu Schabo umgeformt wurde, um französischer zu klingen.
Als Gründungstag gilt der 10. November 1822. Unter Zar Alexander I. waren damals aus dem Kanton Waadt (französisch Vaud) Schweizer Siedler eingewandert, die sich fortan hauptsächlich dem Weinbau widmeten.
Alexanders Lehrer Frédéric-César de la Harpe stammte selbst aus der Waadt und bewog den Zaren dazu, Schweizer Auswanderer als Kolonisten in die neu eroberten russischen Gebiete ziehen zu lassen.
Bereits Ende 1820 war Louis-Vincent Tardent von den Schweizern nach Russland entsandt worden, um die Möglichkeiten einer Ansiedlung zu erkunden.
1871 wurden jedoch die Privilegien der Schweizer Einwanderer sowie auch anderer Kolonisten aufgehoben. Während des Ersten Weltkriegs 1917/1918 wurde südwestlich des Ortes die heutige Bahnstrecke Odessa–Basarabeasca erbaut, seither hat Schabo einen Bahnhof an dieser Strecke.
Nach dem Ersten Weltkrieg wurde Schabo rumänisch und in Șaba-Târg umbenannt, am 28. Juni 1940 wurde das Gebiet von Stalin wieder in die Sowjetunion eingegliedert.
Nach einem neuerlichen rumänischen Intermezzo nach dem Überfall auf die Sowjetunion im Sommer 1941 wurde Schabo 1944 endgültig sowjetisch bzw. ukrainisch. Im Zuge der von Stalin angeordneten Deportationen und Verfolgungen von Minderheiten verloren sich die Schweizer Spuren in Schabo.
Heute ist Schabo kaum als gewachsene Siedlung zu erkennen. Neben dem Firmensitz des ehemals staatlichen Weinherstellers Shabo finden sich keine dörflichen Strukturen wie Kirche, Dorfplatz, Schule oder Sportplatz, sondern nur namenlose Straßen und ein sowjetisches Kriegerdenkmal, das mittlerweile mit christlichen Symbolen versehen wurde.
2008 erschien der Roman Les vignerons de la Mer Noire, in dem der Schweizer Annick Genton die Geschichte der Schweizer Kolonisten erzählt.

## Weinmuseum
2009 eröffnete am Firmensitz des nach dem Zusammenbruch der Sowjetunion privatisierten Weinherstellers Shabo ein Weinmuseum, das Wine Cultural Center (Центр культуры вина ШАБО), das jährlich 15.000 Besucher anzieht.

## Verwaltungsgliederung
Am 5. Mai 2017 wurde das Dorf zum Zentrum der neugegründeten Landgemeinde Schabo (Шабівська сільська громада/Schabiwska silska hromada). Zu dieser zählen auch noch die 12 in der untenstehenden Tabelle aufgelistetenen Dörfer sowie die Ansiedlung Prybereschne, bis dahin bildete es zusammen mit dem Dorf Bilenke und der Ansiedlung Prybereschne die gleichnamige Landratsgemeinde Schabo (Шабівська сільська рада/Schabiwska silska rada) im Osten des Rajons Bilhorod-Dnistrowskyj.
Folgende Orte sind neben dem Hauptort Schabo Teil der Gemeinde:
| ukrainisch transkribiert | ukrainisch | russisch                    | rumänisch          |
| ------------------------ | ---------- | --------------------------- | ------------------ |
| Abrykossowe              | Абрикосове | Абрикосовое (Abrikossowoje) | -                  |
| Awydiwka                 | Авидівка   | Авидовка (Awidowka)         | Ovidiu             |
| Adamiwka                 | Адамівка   | Адамовка (Adamowka)         | Adamești           |
| Bilenke                  | Біленьке   | Беленькое (Belenkoje)       | Achembet           |
| Blahodatne               | Благодатне | Благодатное (Blagodatnoje)  | Caiabei            |
| Brytiwka                 | Бритівка   | Бритовка (Britowka)         | ? (Posad Papuszoj) |
| Poljowe                  | Польове    | Полевое (Polewoje)          | Beni               |
| Prybereschne             | Прибережне | Прибрежное (Pribreschnoje)  | -                  |
| Prywitne                 | Привітне   | Приветное (Priwetnoje)      | -                  |
| Salhany                  | Салгани    | Салганы (Salgany)           | -                  |
| Sofijiwka                | Софіївка   | Софиевка (Sofijewka)        | Sofiental          |
| Tscherkessy              | Черкеси    | Черкесы                     | Cerchez            |
| Wyhon                    | Вигон      | Выгон (Wygon)               | -                  |

## Persönlichkeiten
- Jakob Wagner (1868–1954), rumänischer Politiker der deutschen Minderheit

## Bilder

Wine Cultural Center und Firmensitz des Weinherstellers Shabo
Sowjetisches Kriegsmonument in Schabo
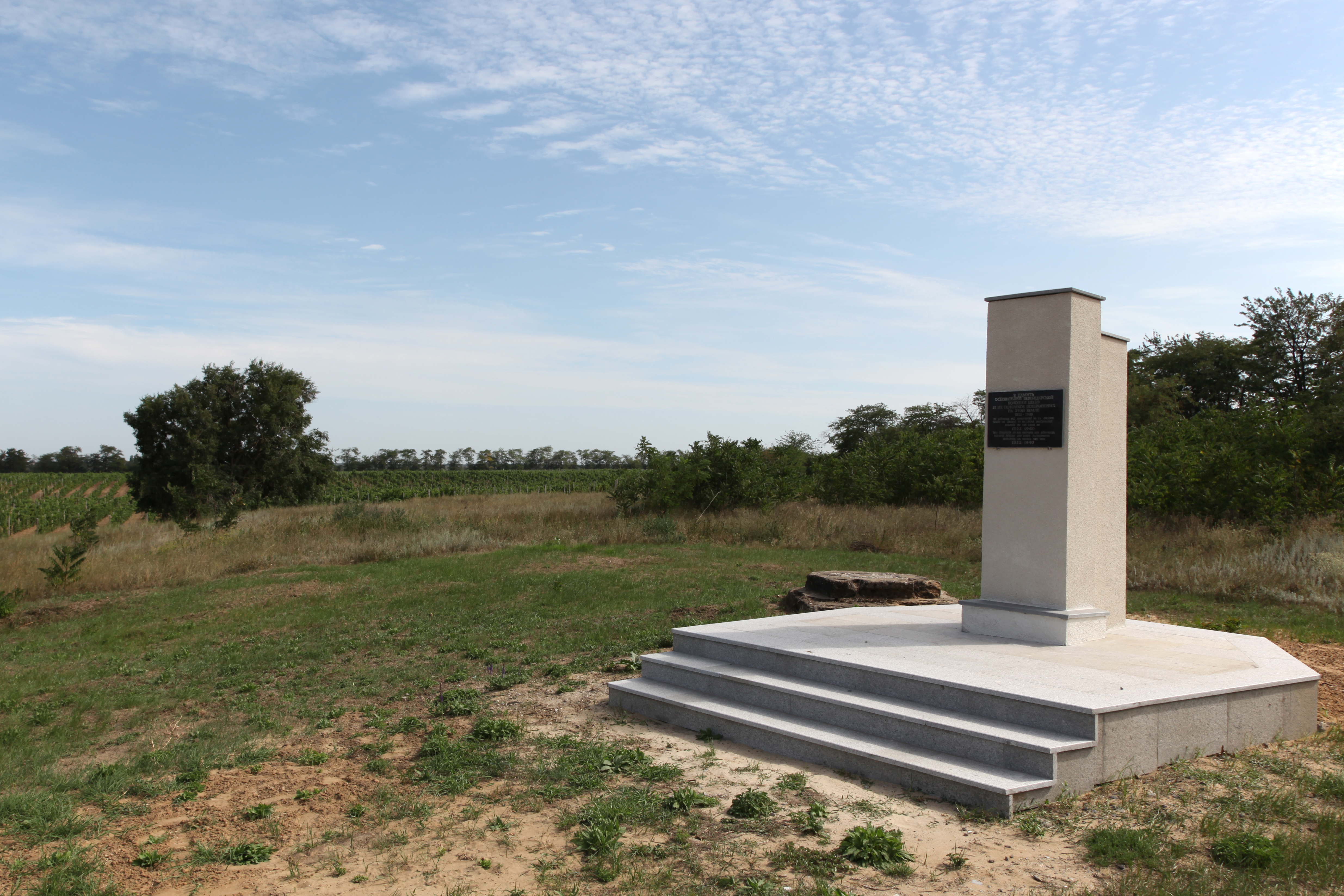
Gedenkstein für den Schweizer Friedhof
Das mittlerweile zugewachsene Bahnhofsgebäude von Schabo
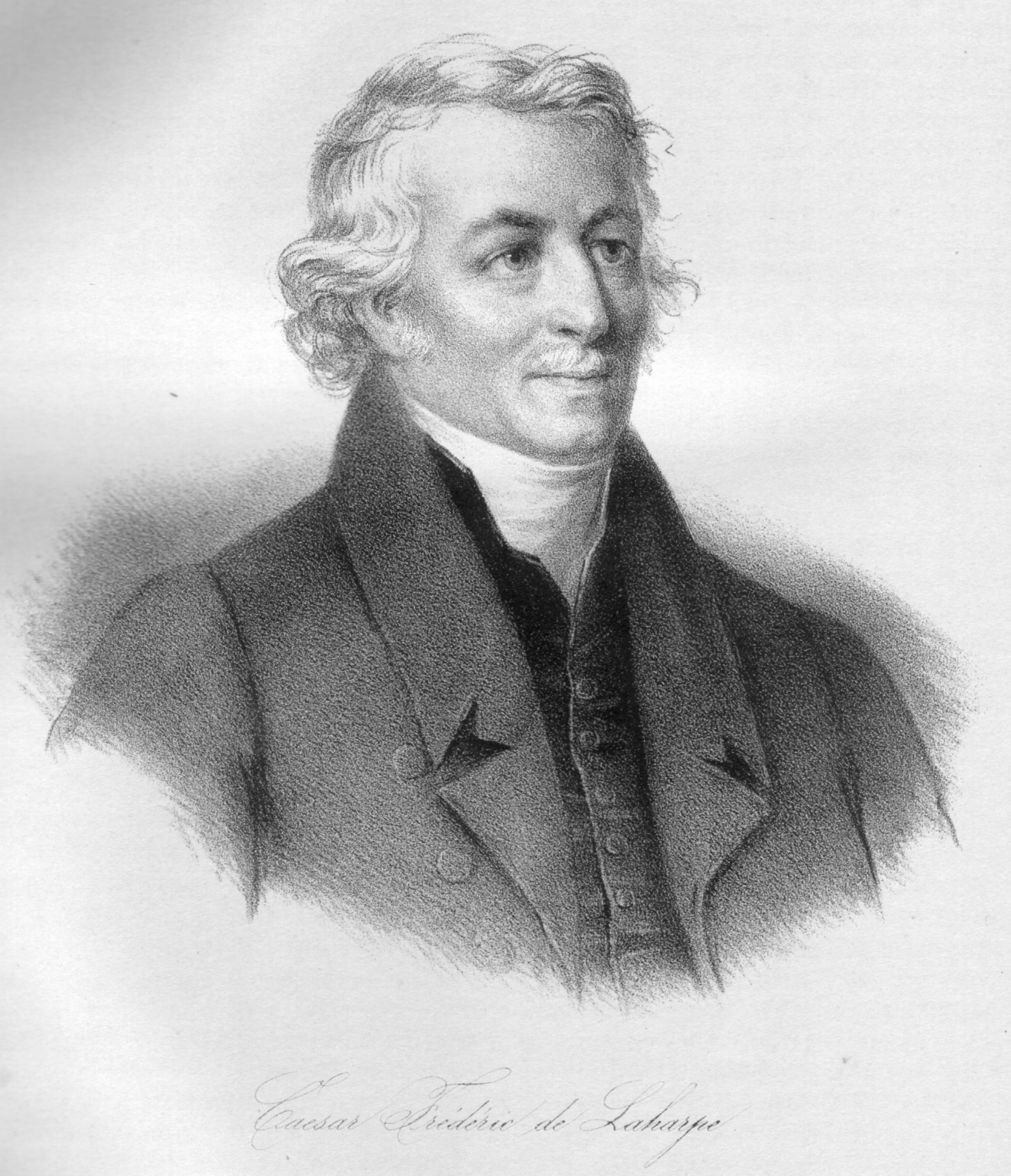
Frédéric-César de la Harpe, Erzieher von Zar Alexander I.